# Nicolas Solimele
Nicolas Solimele (falecido em 1492) foi um prelado católico romano que serviu como bispo de Venosa (1459–1492) e bispo de Acerno (1436–1459).

## Biografia
No dia 7 de agosto de 1436, Nicolas Solimele foi nomeado pelo Papa Eugênio IV como Bispo de Acerno.
A 17 de outubro de 1459 foi transferido pelo Papa Pio II para a diocese de Venosa, onde serviu como bispo até à sua morte em 1492.
Enquanto bispo, foi o consagrador principal de Carlo Setari, bispo de Isérnia (1470), e o co-consagrador de João Manuel, Bispo de Ceuta (1444).